# Zvonimir Marković
Zvonimir Marković (Kučine, 17.rujna 1927. – 28. prosinca 2018.) bio je hrvatski političar i diplomat. Nakon što je proganjan za vrijeme komunističke vladavine, 1990. je izabran za prvog predsjednika gradske organizacije HDZ-a u Splitu, a ubrzo i za zastupnika u Hrvatskom saboru.
Bio je prvi veleposlanik Republike Hrvatske u Beogradu (1996. – 1999.).

## Životopis

### Mladost
Zvonimir Marković se rodio u Splitu, u obitelji Pavla i Vice Marković (rođene Vidan). Otac mu je bio uključen u HSS, bavio se trgovinom i ugostiteljstvom, te je bio poznat kao dobročinitelj, pa mu se gostionica čestoput znala pretvoriti u pučku kuhinju u koju su svraćali siromašni i gladni.

### Politički zatvorenik
Tijekom studija na Filozofskom fakultetu u Rijeci, u društvu vršnjaka (Marković je tada imao 22 godine života), negdje na splitskoj rivi, navodno je izjavio da ako je Jugoslavija zaista tako slobodna i demokratska država, sastavljena od naroda i narodnosti koji su ravnopravni, da zašto se onda na Marjanu, u Splitu, ne vijori hrvatski barjak. Taj i takav neobvezni razgovor je netko prenio i dojavio u splitski centar UDB-e, te je takva izjava bila okidač za kasniji politički progon Zvonimira Markovića. U istražnom postupku protiv Markovića, iz redova splitske UDB-e kao istražitelj je sudjelovao upravo Milivoj Kujundžić.
Dana 9.rujna 1949., zbog navedene je izjave, koja je okarakterizirana kao "djelovanje protiv naroda i države" iz čl.3.t.8. Krivičnog zakonika iz 1946., Okružni sud u Splitu osudio Markovića na petnaest godina strogog zatvora. U žalbenom je postupku takvu odluku potvrdio i Vrhovni sud NRH u Zagrebu, da bi mu tek Odlukom Saveznog izvršnog vijeća FNRJ u Beogradu, kazna bila smanjena na jedanaest godina zatvora. Kaznu je služio u kaznionicama u Lepoglavi i Staroj Gradiški. Tijekom boravka u KPD Lepoglava boravio je izolaciji u samici, zbog navodnog veličanja ustaškog pokreta, dok je u KPD Stara Gradiška bio kažnjen zabranom slanja i primanja pisama, paketa i posjećivanja. Određeno je vrijeme tijekom odsluženja kazne zatvora, radio kao nekvalificirani građevinski radnik, soboslikar, u stolariji te u Željezariji Sisak.
Nakon odslužene kazne, u rujnu 1960. pušten s robije. Izlaskom na slobodu i povratkom u rodni Split, bivšem političkom zatvoreniku nije bilo lako pronaći stalan i siguran posao, znanci i prijatelji su ga izbjegavali, zbog straha od ondašnjeg režima, te je zbog toga jedno vrijeme radio u Makarskoj. Tijekom šezdesetih se na intervenciju partijskog funkcionara Ante Jurjevića Baje zaposlio u Domu narodnog zdravlja "dr. Petar Vitezica" u Splitu, te se s vremenom doškolovao uspješno završivši Stomatološki fakultet u Zagrebu, da bi potom radio u ambulanti Doma narodnog zdravlja pri splitskom Brodogradilištu.
U razdoblju od suđenja iz 1949. do demokratskih promjena u Hrvatskoj iz 1990., bio je pod operativnim nadzorom UDB-e / SDS-a zbog kvalifikacije kako je bio pripadnik okupatorskih vojnih formacija (do 1945.), član ilegalnih neprijateljskih grupa u Jugoslaviji, te zbog ranije osuđivanosti zbog neprijateljske propagande (usmenih demonstracija). 

### Politička karijera
Na utemeljiteljskoj skupštini splitskog HDZ-a u hotelu Marjan 6. siječnja 1990. godine izabran je za prvog predsjednika lokalnog HDZ-a.
Na prvim demokratskim izborima u Republici Hrvatskoj 1990. godine izabran je za zastupnika u Hrvatskome saboru, te je potom preuzeo dužnost predsjednika saborskog Odbora za socijalnu skrb i zdravstvo.
Nakon demokratskih promjena, na jednom sastanku Središnjeg odbora HDZ-a u Zagrebu, 1993., susreo se sa svojim bivšim progoniteljem i isljednikom iz redova UDB-e Milivojem Kujundžićem, sada stranačkim kolegom i tadašnjim predsjednikom Statutarne komisije HDZ-a (1989. – 1993.) kasnijim saborskim zastupnikom u dva mandata (1992. – 1995.,1995. – 1999.).
Imenovan je 11.ožujka 1994. predstojnikom Ureda Vlade Republike Hrvatske u Beogradu, a nakon uspostave diplomatskih odnosa 5.veljače 1997. godine postaje i formalno prvim veleposlanikom Republike Hrvatske u Beogradu.
Zagrebački županijski sud osuđuje ga na tri godine zatvora zbog zlouporabe položaja i ovlasti dok je bio veleposlanik, da bi mu Vrhovni sud preinačio kaznu u dvije godine uvjetno s rokom kušnje od godinu dana. Predsjednik RH Stjepan Mesić je 2008. donio odluku o pomilovanju Zvonimira Markovića prema kojoj je kazna zatvora u trajanju od dvije godine zamijenjena u godinu dana uvjetno, uz rok kušnje od godinu dana.
Bio je istaknuti član HDZ-a, Hrvatskog diplomatskog kluba i Hrvatskog društva političkih zatvorenika.
Umro je u Strožancu, nedaleko od Splita, 28. prosinca 2018., u 91. godini života. Pokopan je 2.siječnja 2019., na mjesnom groblju u Kučinama. 